# Philodromus hui
Philodromus hui är en spindelart som beskrevs av Yang och Mao 2002. Philodromus hui ingår i släktet Philodromus och familjen snabblöparspindlar. Inga underarter finns listade i Catalogue of Life.